# Lasika
Lasika bzw. Lazika (altgriechisch Λαζική, lateinisch Lazica) bezeichnet ein Reich im antiken Georgien. Der Name kam im Verlauf der römischen Kaiserzeit für das zuvor als Kolchis bekannte Gebiet auf, das seinen Namen von den Griechen erhalten hatte. Der Nachfolgestaat Lasikas auf seinem Gebiet ist Egrisi.

## Geographie
Lasika zeichnet sich durch ein steiles Gelände aus. Darüber hinaus wurde es (zur Zeit Justinians) durch zahlreiche Befestigungen geschützt, u. a. Petra, Archäopolis (heute Nokalakevi), Sarapanis, Skande, Phasis (Poti), Rhodopolis, Uchimerion, Kutais (Kutaissi), Onoguris, Trachea (Anakopia), Sebastopolis (Sochumi) und Pitius (Pizunda). Die meisten Städten lagen im Tale des Flusses Phasis (Rioni). Die römische Festung Petra lag am Schwarzen Meer.

## Geschichte

### Das Reich Lasika

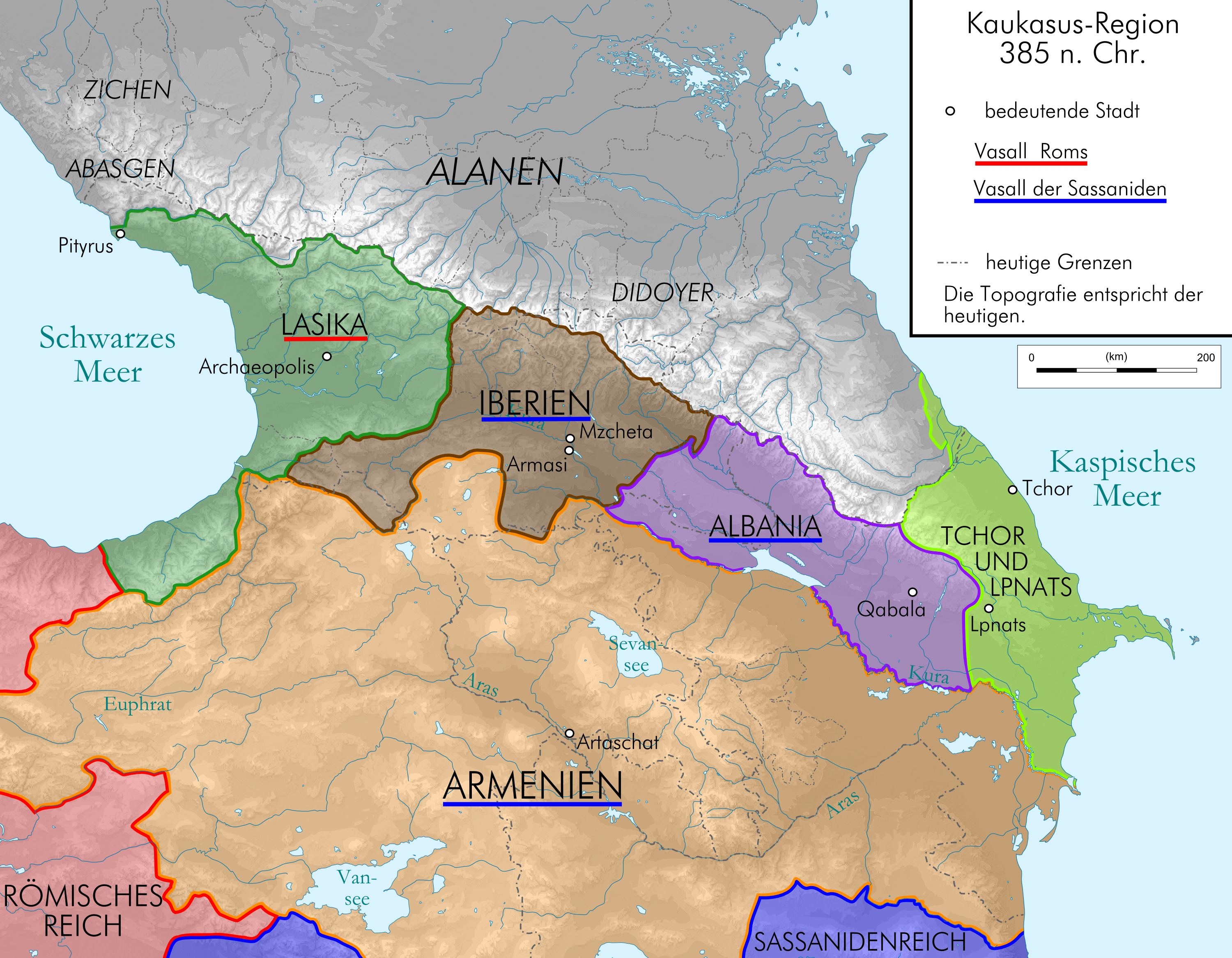
Lasika (dunkelgrün) 385 n. Chr. als römischer Vasall in seiner größten Ausdehnung

Als das römische Vasallenreich Kolchis zerfiel, bildeten sich auf seinem Gebiet fünf Königreiche, darunter als größtes Lasika (römisch Lasica), welches vorrangig von den Lasen bewohnt wurde. Die anderen Reiche waren die der Heniocher und Makronen (Volk) im Süden und die der Apasgen und Apschiler im Norden. Lasika lag im Zentrum der Kolchis. Unter diesen Nachbarn gewann Lasika mehr und mehr Macht. Die Hafenstädte am Schwarzen Meer verloren zu dieser Zeit weitgehend ihre Bedeutung für den Handel, wurden für die Verteidigung aber benötigt und daher als Festungen ausgebaut. In mehreren Hafenstädten der Lasika waren römische Truppen stationiert, in Dioskurias sogar eine Reitertruppe. Die Römer kontrollierten aber nur mehr die Küste.
In der ersten Hälfte des 3. Jahrhunderts kam es zu Überfällen der Goten, die das Gebiet des alten Bosporanischen Reichs erobert hatten. Sie konnten kurzzeitig Trapezunt und Bitschwinta einnehmen und plündern. Dadurch brach die römische Herrschaft in Kolchis zunächst faktisch zusammen, das Königreich Lasika wurde unabhängig und eroberte in der frühen Spätantike weitere Gebiete, bis es 380 auch die Swanen unterwarf und so ganz Westgeorgien vereinte. Auch konnten die letzten Besitzungen des Nachbarreichs Iberien westlich des Lichi-Gebirges (die Festungen Schorapani und Skanda) erobert werden. Daraufhin wurde Lasika zu einem wichtigen Verbündeten Roms gegen die nomadischen Stämme, insbesondere die Hunnen, nördlich des Kaukasus.

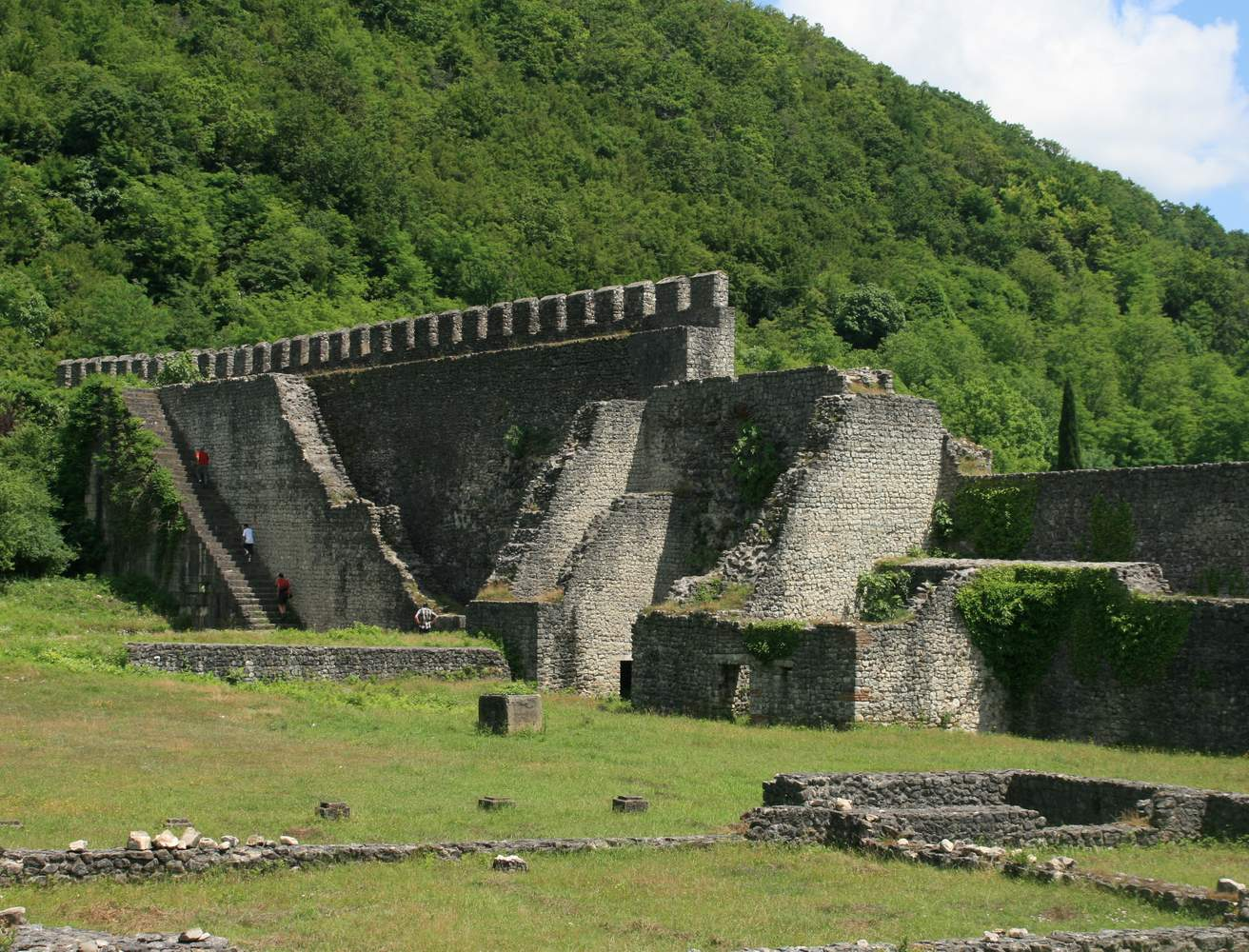
Ruinen von Festung Archäopolis (Nokalakewi)

Die Glanzzeit Lasikas währte vom Ende des 4. Jahrhunderts bis in die 70er Jahre des 5. Jahrhunderts. Zu dieser Zeit gehörten auch Teile der Südküste des Schwarzen Meeres zu Lasika, und einige Hafenstädte gelangten zu neuer Blüte. Archäopolis (Nokalakewi), die Hauptstadt Lasikas, lag am linken Ufer des Techuri und war terrassenartig angelegt, sie besaß eine Akropolis, ein Truppenlager und drei Stadtmauern. Von den Burgtürmen war das gesamte Tiefland der Kolchis einzusehen. Andere wichtige Zentren des Reiches waren Wardziche, Kutaissi und Tolebi. Zu Beginn des 4. Jahrhunderts wurde das Christentum zur offiziellen Religion Lasikas. Im 4. bis 6. Jahrhundert wurden mindestens zehn Basiliken errichtet, in Bitschwinta war ein Bischofssitz angesiedelt.

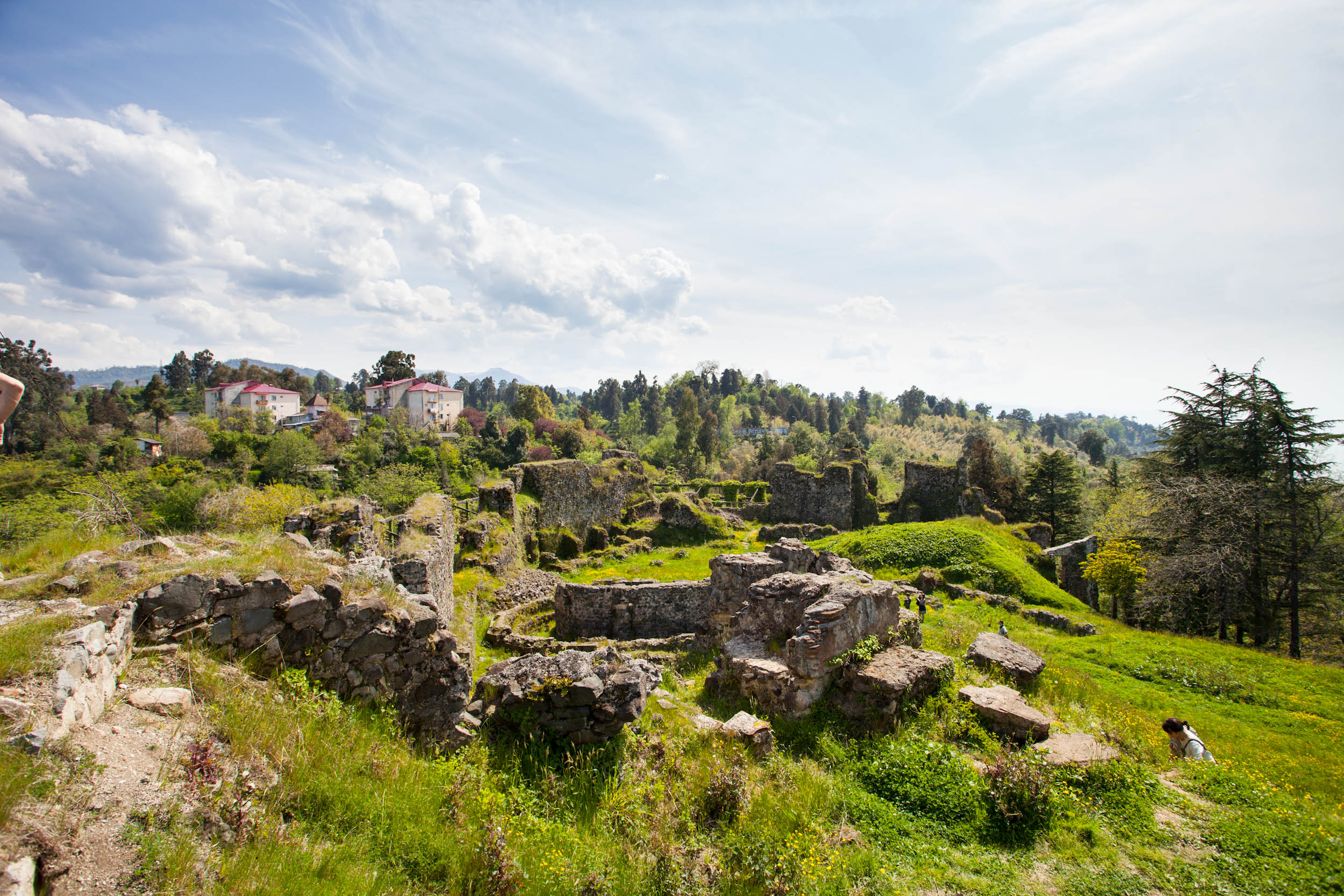
Ruinen von Festung Petra

Im 5. Jahrhundert herrschte zwischen den rivalisierenden Großmächten Ostrom und Persien zumeist Frieden. Dennoch verschafften die Spannungen zwischen Römern und dem persischen Sassanidenreich den kleinen Völkern im Kaukasusraum mitunter Handlungsspielraum (siehe auch Römisch-Persische Kriege). Etwa 470 liefen die Lasen zu den Persern über, doch 521/22 wechselte das überwiegend christliche Volk unter König Tzath erneut die Seiten. 526 kam es auch deshalb zu Kämpfen zwischen den beiden Großmächten. Da aber keine Seite einen entscheidenden Vorteil in Lasika erringen konnte, schlossen Römer und Perser 532 „ewigen Frieden“, in dem Lasika abermals der römischen Einflusssphäre zugeschlagen wurde.
Daraufhin verstärkten die Römer ihre Truppen in Lasika um ein Vielfaches, errichteten die starke Festung Petra und provozierten insbesondere durch den Versuch, Abgaben einzuziehen, den lasischen König Gubazes II., da sie auch den Handel im Land behinderten. Daraufhin rief Gubazes die Perser zu Hilfe, die bereits 540 erneut Ostrom angegriffen hatten und 541 mit einem gewaltigen Heer unter ihrem König Chosrau I. in Kolchis einfielen. Gemeinsam eroberten die aufständischen Lasen und die Perser Petra und den größeren Teil des Landes, die Römer und ihre verbliebenen lasischen Verbündeten mussten sich zurückziehen. Nachdem die Römer 542 ihrerseits in Persien eingefallen waren, zogen die Sassaniden den Großteil der Truppen wieder zurück, jedoch blieb Lasika vorerst persischer Verbündeter, und in Petra lag eine starke persische Garnison. Als die Perser aber versucht hatten, den lasischen König ermorden zu lassen, rief Gubazes die Römer zu Hilfe, und ein neuer Krieg entbrannte. 549 wurde den Persern am Rioni von den verbündeten römischen und lasischen Truppen eine empfindliche Niederlage beigebracht, die Festung Petra wurde aber zunächst nicht eingenommen. Auch 550 wurde ein großes persisches Heer von den Georgiern geschlagen. Als die Römer dann nach langer Belagerung Petra einnahmen und zerstörten, antworteten die Perser mit der Besetzung von Kutaisi.

Lasika zur Zeit Justinians

Da sich nach dem Zögern der Römer der lasische König Gubazes beim Kaiser Justinian I. beschwerte, wurde er infolge einer Verschwörung der oströmischen Generäle im Kaukasusraum ermordet. Daraufhin verweigerten die lasischen Truppen den Römern die Gefolgschaft, so dass diese die Schlacht von Onoguri gegen die Perser verloren. Danach wurde von einer „Volksversammlung“ der Lasen beschlossen, sich den Römern unter der Bedingung weiterhin anzuschließen, dass die Verschwörer in Konstantinopel bestraft und der Bruder des alten Königs, Zate, zum König gekrönt werden solle. Der oströmische Kaiser kam diesen Bitten nach, und gemeinsam konnten die Lasen und Römer die Perser endgültig aus Lasika vertreiben. Im römisch-persischen Frieden von 561/62 wurde das Land erneut Ostrom zugesprochen.
Ab dem 6. Jahrhundert wurde der Herrscher Lasikas von Ostrom nicht mehr als König, sondern als Patricius bezeichnet. Das zeigt wohl, dass die Byzantiner nach und nach versuchten, Lasika zu vereinnahmen und zu einer Provinz zu machen. Die Oberschicht hatte schon seit längerem enge Kontakte zur oströmischen Senatsaristokratie unterhalten.
Im 7. Jahrhundert ging das Sassanidenreich durch die arabische Invasion unter. 697 erhob sich der Patrikios Sergi Barnukis gegen Byzanz und übergab das Land den Arabern, die es zu Beginn des 8. Jahrhunderts vollständig kontrollierten. Versuche von Seiten Byzanz’, die Araber im Bündnis mit den Alanen zurückzudrängen, misslangen. Später zogen die Araber wieder durch das Land, sie waren auf dem Rückzug von einem Feldzug durch Iberien. Ihr Heerführer war Merwan, den die Georgier „den Tauben“ nannten. Aufgrund des Drucks der Araber zerfiel Lasika im 8. Jahrhundert und es entstanden neue, feudale Staatswesen wie das Königreich Abchasien und Egrisi. Die Araber konnten von diesen neuen Staaten zurückgeschlagen werden. In den 80er Jahren des 8. Jahrhunderts war Lasika unbedeutend zwischen den anderen Staaten geworden. Es ging daraufhin in den georgischen Feudalstaaten auf und verschwand spätestens im 9. Jahrhundert.

### Der Staat Egrisi
Mitte des 8. Jahrhunderts gelang es Egrisi sich von Lasika abzuspalten. Als in den 80er Jahren des 8. Jahrhunderts Lasika unbedeutend geworden war, konnte der König von Abchasien, Leon II. sein Königreich mit Egrisi vereinen und so das Königreich Egrisi-Abchasien schaffen. Dieses entwickelte sich daraufhin zu einem der mächtigsten der georgischen Reiche und wurde durch die Krönung Bagrats III. 975/978 (Jahreszahl nach Quelle verschieden) zum König Georgiens ein Teil des vereinten Georgien.